# Букінгемський палац
Букінге́мський пала́ц (англ. Buckingham Palace) — палац, офіційна лондонська резиденція британських монархів.

## З історії будівництва
Початково Букінгемський палац був відомий як будинок Букінгема, зведений для герцога Букінгемського в 1703 році.

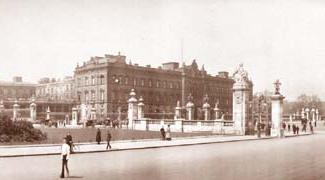
Букінгемський палац, 1909

У 1762 палац придбав король Георг III для його приватної резиденції, адже Сент-Джеймський палац перестав влаштовувати його як замалий та через зовнішній вигляд. Упродовж наступних 75 років архітектори Джон Неш та Едвард Блор прибудували три флігелі довкола центрального корпусу палацу. Вартість будівництва сягнула 700 000 фунтів — астрономічної на ті часи суми — внаслідок використання 500 блоків найдорожчого каррарського, з прожилками, мармуру.
Як головна резиденція британських королів, Букінгемський палац був офіційно оголошений за три роки після зведення — у 1837 під час вступу на престол королеви Вікторії. Саме за її правління зроблені останні великі доповнення до зовнішнього вигляду палацу та прилеглої території — зокрема, прибудували ще один флігель і перенесли колишню парадну браму мармурової арки на її теперішнє місце в Ораторському закутку в Гайд-парку.
У Букінгемському палаці в 1841 році народився британський король Едуард VII, який тут же помер в 1910.
За правління Єлизавети II на два теплих місяці року (серпень і вересень) вона покидала Букінгемський палац. В цей час парадні покої відкривали для відвідувачів — за цей період палац відвідували щорічо близько 30 000 гостей (дані сер. 2000-х).
Зараз у палаці містяться басейн, кінотеатр і своє власне поштове відділення.

## Опис інтер'єру
Початковий георгіанський інтер'єр містить штучний мармур і лазуровий та рожевий ляпіс.
У 1853 році обладнали велику бальну залу.
За правління короля Едуарда VII (1901-1910) внутрішню обста́ву Букінгемського палацу змінили за канонами пануючої тоді французької бель епок, надавши інтер'єрові кремові та золотаві кольорові тони. Численні маленькі приймальні та покої були обставленці в китайському стилі меблями з королівського палацу в Брайтоні та з палацу Картон-Гаус.
У наші часи будівля площею 830 000 кв. футів має 775 кімнат, у тому числі 19 офіційних, 52 королівські та гостьові спальні, 188 спалень для персоналу, 92 офіси та 78 ванних кімнат. Тут міститься дуже велика картинна галерея з роботами Рембрандта, Рубенса та інших визнаних світових майстрів образотворчого, монументального і декоративного мистецтва. У Букінгемському палаці є також значна колекція севрської порцеляни, антикварні французькі й англійські меблі.

## Цікаві традиції та факти, пов'язані з Букінгемським палацом

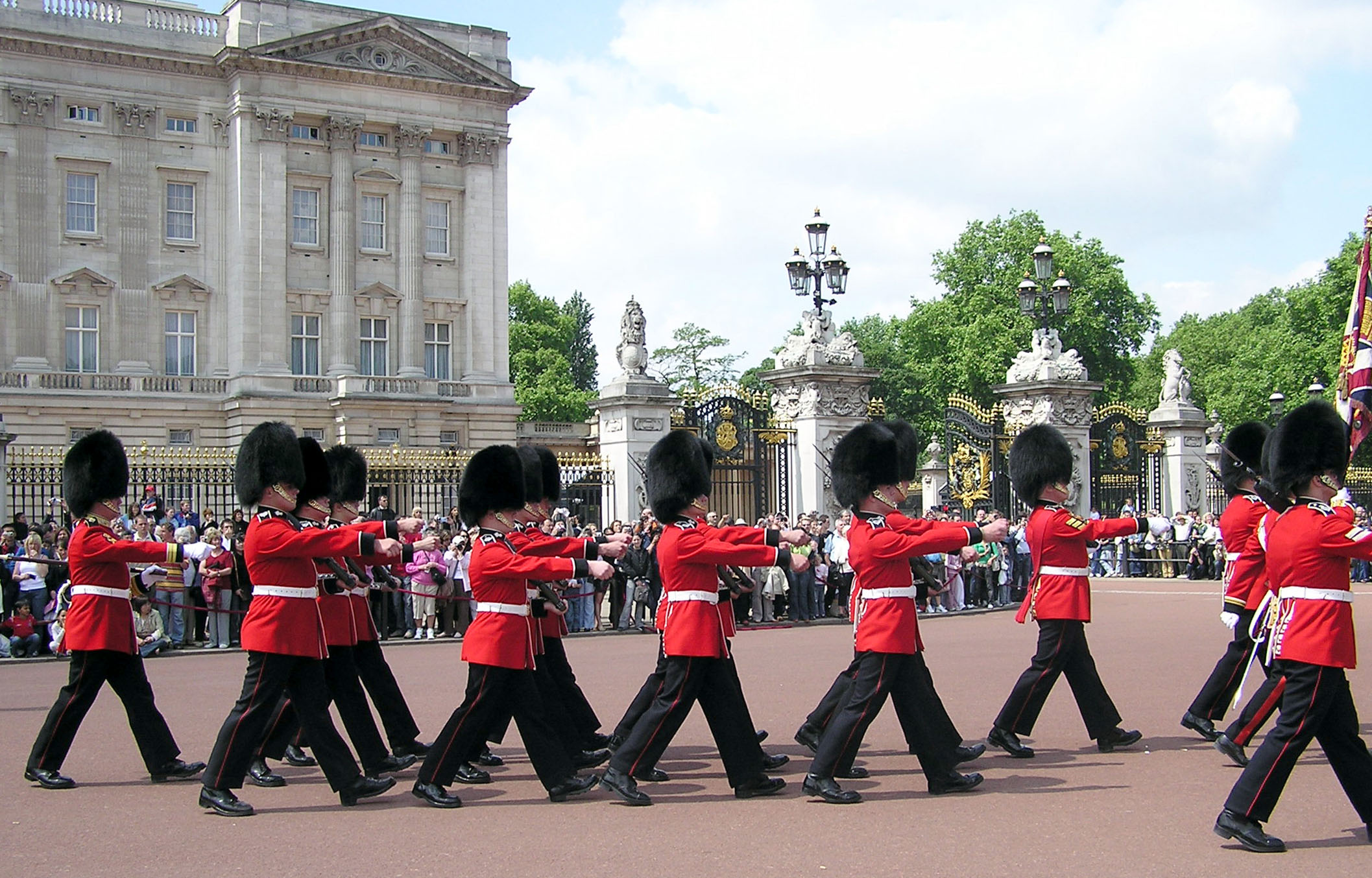
Зміна караулу, 12 червня 2005

- За загальним правилом, лише під час відсутності британського монарха в палаці, на даху гордо майорить королівський штандарт Юніон Джек. Коли король вдома, над палацом буде майоріти королевський стандарт (жовто-червоно-синього кольорів)
- Напевно, найвідоміша традиція, яка стала своєрідною візитівкою Лондона і приваблює сотні туристів щодня, пов'язана з охороною палацу — придворним дивізіоном, що складається з полку гвардійської піхоти та Королівського кінногвардійського полку — щодня об 11:30 від квітня до серпня відбувається зміна караулу (в решту днів року церемонія відбувається через день), яка являє яскраве дійство з чітко виписаним сценарієм.
- Один із головних будівничих Букінгемського палацу — Едвард Блор — є також автором Воронцовського палацу в Алупці (Крим, Україна).
- Збереглись свідчення, що Джон Неш, будучи придворним будівничим, полюбляв «освоювати» кошти, будуючи похапцем і з сумнівною якістю — так, при вступі на престол королеви Вікторії в 1837, тобто за 3 роки після зведення будівлі, в ній майже неможливо було проживати, адже більшість із близько тисячі вікон палацу елементарно не відчинялися.
- Королівські сади Букінгемського палацу, також переобладнані Джоном Нешем, а також Вільямом Ейлтоном, є найбільшими приватними садами Лондона. Вони також обмежено бувають відкриті для відвідування. У Королівських садах є став і штучні водоспади. Картину природної ідилії доповнюють фламінго, що призвичаїлися навіть до гулу королівських гелікоптерів, які раз-по-раз пролітають над територією Букінгемського палацу.